# Bürgerworthalter
Der Bürgerworthalter ist der stimmberechtigte Vorsitzende der Stadtverordnetenversammlung in Bad Oldesloe.
Diese Bezeichnung leitet sich ab vom mittelniederdeutschen Wort „Wortholder“ für Worthalter oder Sprecher. Der Bürgerworthalter lädt zu Ratsversammlungen und leitet diese. Die Amtsbezeichnung, nicht jedoch das Amt, ist seit 1946 in Deutschland einmalig. Vor 1934 war die Bezeichnung in ganz Norddeutschland anzutreffen, wurde jedoch von den Nationalsozialisten abgeschafft, die die Stadtverordnetenversammlungen durch einberufene Gemeindevertretungen ohne Entscheidungsbefugnisse ersetzten. Der Vorsitzende der Gemeindevertretung wird in anderen Gemeinden Bürgervorsteher genannt.
Bürgerworthalter ab 1946:
- 1946 – 1948: Adolf Bullerdieck
- 1948 – 1960: Hermann Christ
- 1950 – 1962: Willy Rosch
- 1962 – 1977: Georg Koch
- 1977 – 1982: Dieter Achterberg
- 1982 – 1988: Gerhard Manns
- 1988 – 1990: Elisabeth Scherrer
- 1990 – 1991: Julius Rieper
- 1991 – 1999: Ilse Magdalene Siebel
- 1999 – 2003: Ursula Riewerts
- 2003 – 2008: Wolfgang Böge
- 2008 – 2018: Rainer Fehrmann.[4]
- seit 2018: Hildegard Pontow[5]